# Skolen på Islands Brygge
Skolen på Islands Brygge er en folkeskole med klasser fra 0. til 9. klasse, beliggende på Artillerivej på Islands Brygge i København.
Skolen havde i november 2010 825 elever, og blev bygget i 1971, hvor den kun gik til 5. klasse. I år 2000 blev skolen udvidet til også at dække 6. og 7. klasse. I 2004 påbegyndtes en ny udvidelse der blev være færdig i 2010.
Skolen har 80 ansatte, hovedsagelig lærere (nov 2010).
Skoledistriktet, der hører til skolen dækker hovedsageligt Islands Brygge, men der er også en del børn fra Ørestaden, der hører hjemme på skolen. Eleverne fra Ørestaden skal fra 2011 skifte til egen skole.